# Etrog

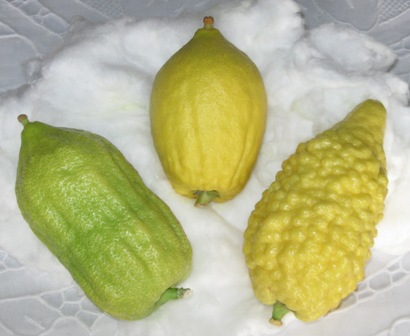
Verschiedene Varietäten der Zitronatzitrone, die als Etrog verwendet werden.

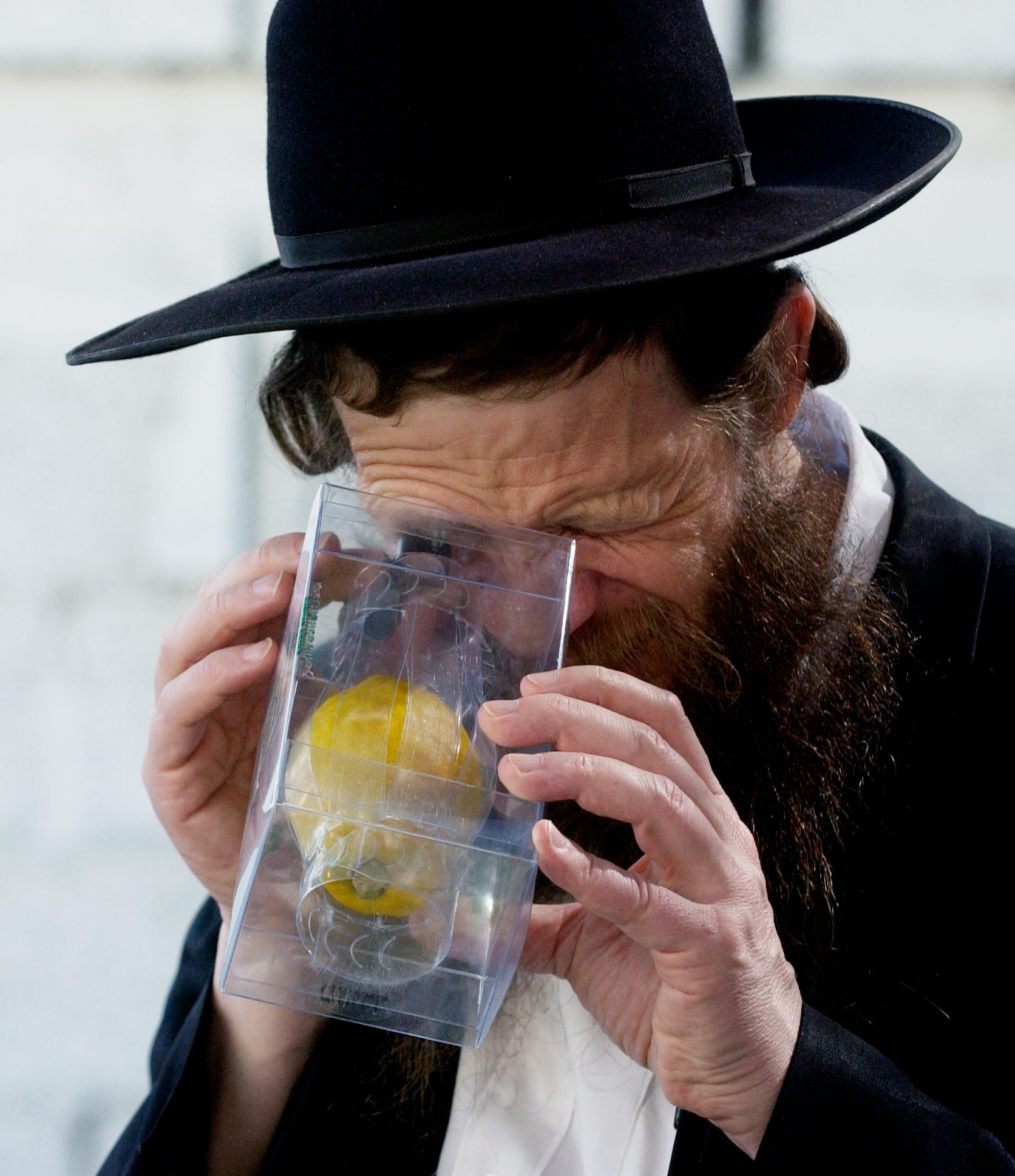
Eine Zitronatzitrone wird von einem ultraorthodoxen Juden darauf untersucht, ob sie ohne jeglichen Fehl ist. Nur dann darf sie als Etrog verwendet werden.

Der Etrog (hebräisch אֶתְרוֹג Etrōg, deutsch ‚Ethrog‘, jiddisch Essreg) sind verschiedene Varietäten der Zitronatzitrone, die von Juden während des Laubhüttenfests oder Sukkot verwendet werden. Der Etrog gehört zu dem im 3. Buch Mose 23, 40 vorgeschriebenen Feststrauß, der aus Palmzweig (Lulav), Myrtenzweig (Hadassim), Bachweide (Aravot) und Paradiesapfel (Etrog) gebildet wird. Wörtlich wird letzterer als Frucht des Baumes Hadar bezeichnet, gemäß dem babylonischen Talmud, Traktat Sukka 34 als Etrog bezeichnet und traditionell mit dem Apfel des Paradieses identifiziert, von dem Adam gegessen hat. Deshalb heißt der Etrog auch Adamsapfel oder Paradiesapfel.
Seit dem babylonischen Exil (597–539 v. Chr.) kannten Juden die Zitronatzitrone. Als Symbol der religiösen und nationalen Einheit der Juden taucht sie im Heiligen Land auf zahlreichen Fresken, Mosaiken, Grabmälern und rituellen Gegenständen ab dem 1. Jahrhundert v. Chr. auf.

## Biologie
Ursprünglich stammt die Zitronatzitrone, neben der Pampelmuse und der Mandarine eine der drei ursprünglichen Arten der Zitrusfrüchte, aus Assam am Fuße des Himalayas. Assam bot diesen Pflanzen mit seinem milden Klima und seinen großen Mengen an Niederschlag ideale Wachstumsbedingungen. Um außerhalb dieser Region in heißeren und trockeneren Gebieten wachsen zu können, benötigt die Pflanze Pflege durch den Menschen. Sie ähnelt äußerlich einer übergroßen Zitrone, ist von gelber bis grüngelber Farbe und besitzt eine dicke, genarbte Schale. An der Spitze kann sich ein krönchenartiger Abschluss befinden. Fruchtfleisch und Schale sind bitter, das Holz der Pflanze enthält ein stark duftendes Öl.
Bäume der Zitronatzitronen, die als Etrog verwendet werden, werden nicht veredelt. Im Gegensatz zu anderen Zitronatzitronen, die meist auf Bitterorangen aufgepfropft werden, bleiben sie daher kleiner und sind schwachwüchsiger. Die Blätter enden in einer abgerundeten Spitze und der Blattrand ist oft abwärts gebogen. Wie bei anderen Zitronatzitronen sind die jungen Triebe, Blätter sowie die Blütenknospen rötlich gefärbt.
Die Frucht ist für eine Zitronatzitrone klein. Bei der Reife ist sie gelb gefärbt. Sie ist oval, an beiden Enden schmaler werdend, an der Spitze mit einer kleinen Ausstülpung. Häufig sind an der Spitze noch zur Reifezeit der Griffel und die Narbe vorhanden. Die Oberfläche ist rau und manchmal leicht mit Längsrippen versehen. Unter der dicken, fleischigen Schale findet sich nur wenig Fruchtfleisch. Dieses ist sauer und wenig saftig, es enthält die Samen.

## Bedeutung im Judentum

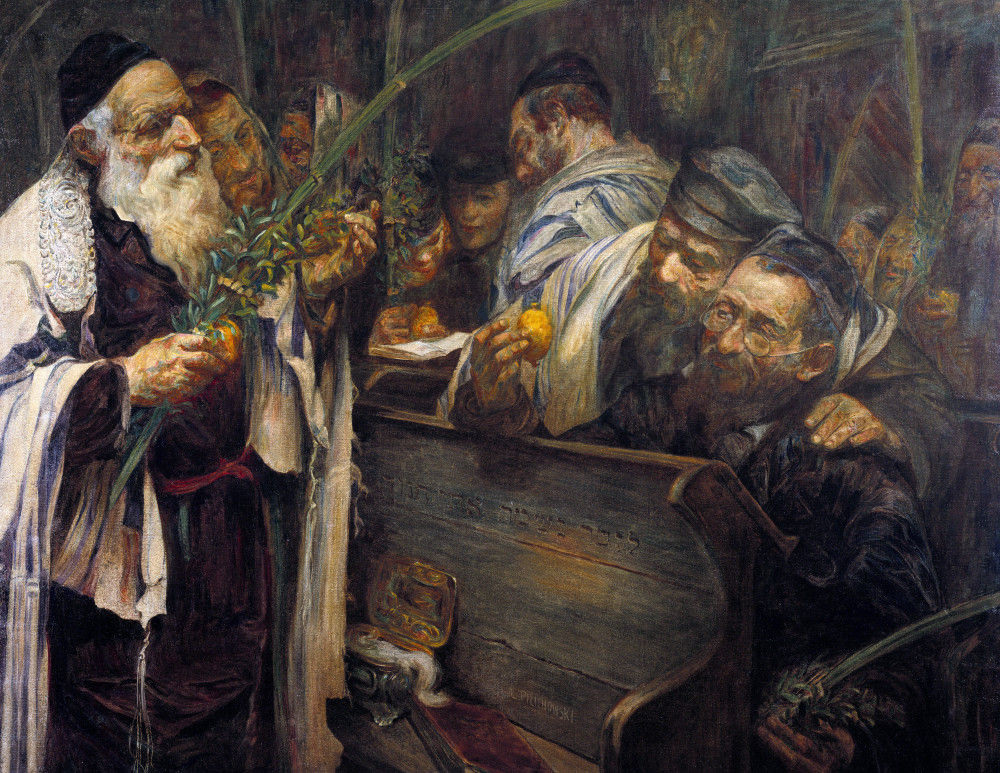
Leopold Pilichowski: Sukkot, 1894/95, Jüdisches Museum, New York

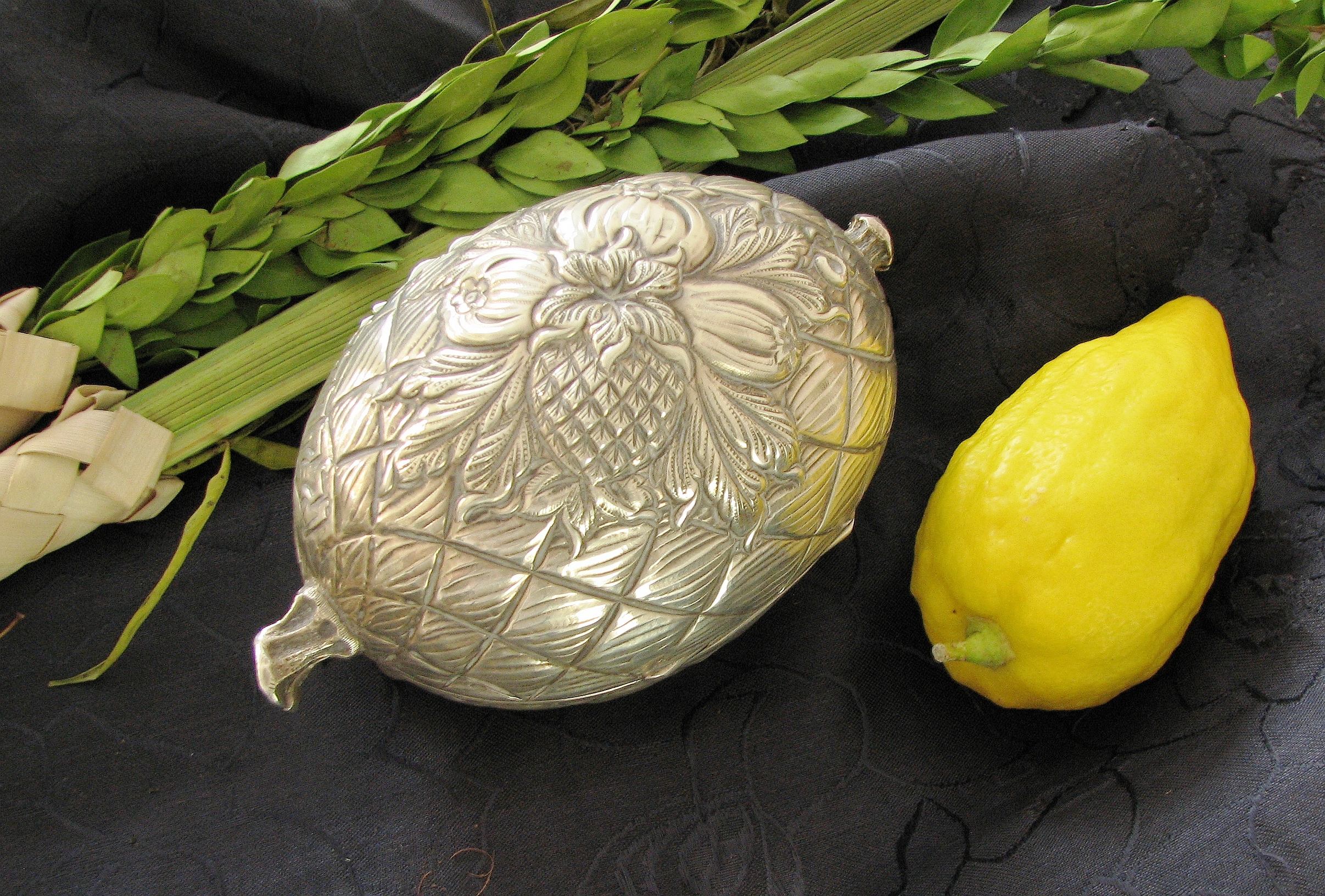
Etrog-Behälter

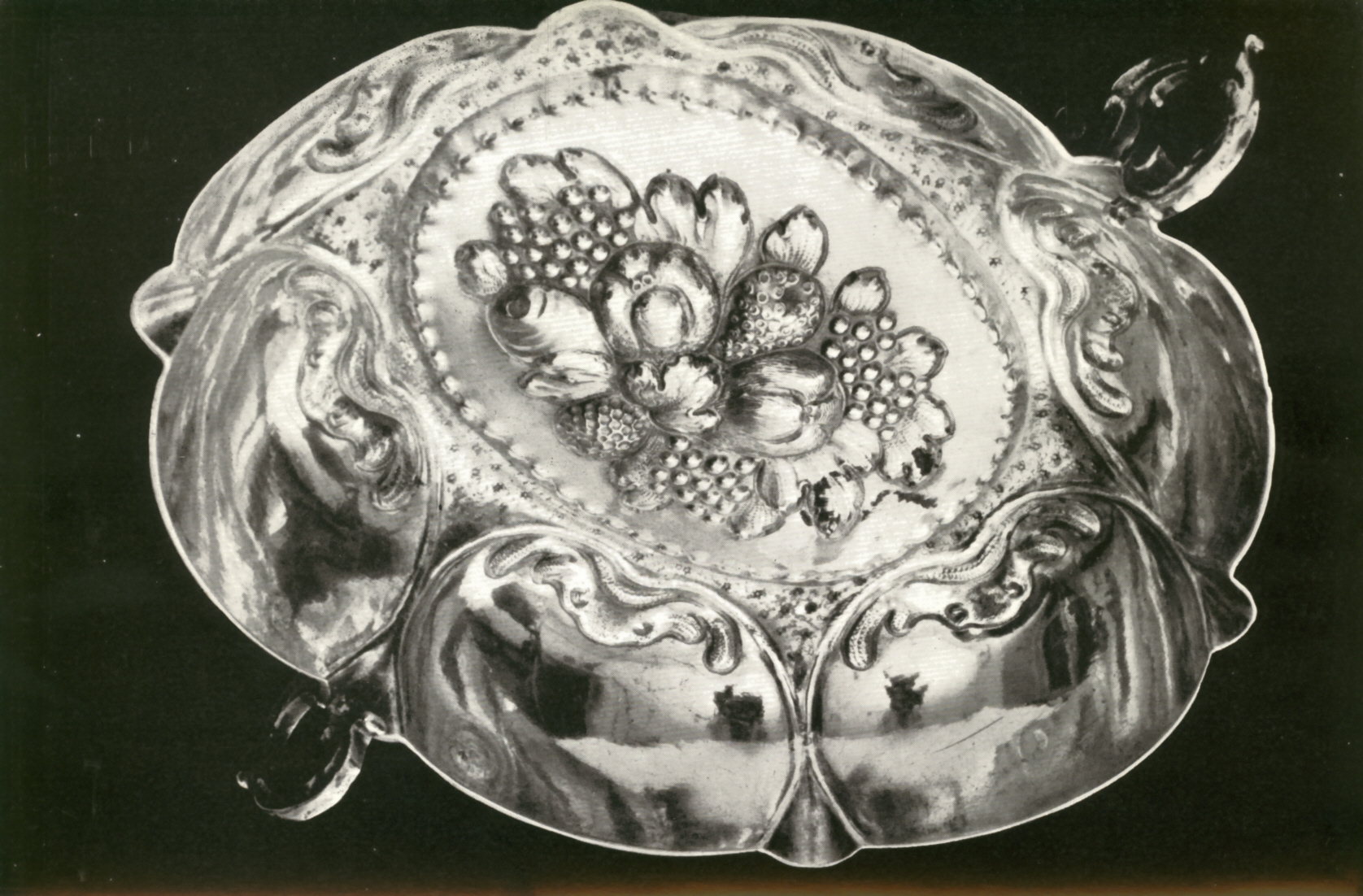
Etrogschale aus Augsburg, um 1680

Die beim Sukkotfest gebrauchte Frucht muss unversehrt sein, rein und fleckenlos. Die Pitum genannte Spitze darf nicht abgebrochen sein; Arten, die von Natur aus keine solche Bekrönung besitzen, werden aber auch akzeptiert. Der Etrog darf nicht von einem veredelten Baum stammen. Besonderen Wert verleiht einem Exemplar eine manchmal vorkommende rillenartige Einkerbung, die als Adamsbiss bezeichnet wird.
Während des Gebetes wird der Etrog in der linken Hand gehalten, während die anderen drei Pflanzen zusammengebunden in der rechten Hand gehalten werden. In der haggadischen Literatur wird der Feststrauß vielfach symbolisch gedeutet, z. B. als Sinnbild Israels und seiner Gliederungen, als Sinnbild der Erzväter und -mütter und ihrer Tugenden, oder als Verherrlichung Gottes und seiner Eigenschaften (Wajikra Rabba 30). Im Volksglauben beißen schwangere Frauen den Pitum der Frucht ab, um die Schmerzen bei der Geburt zu verringern. Außerdem soll der Etrog unfruchtbaren Frauen helfen.
Im Kunsthandwerk wird der Etrog vielfach dargestellt. Besondere Ausprägung fand der Etrogbehälter, in dem die Frucht aufbewahrt wird. Desgleichen gibt es Etrogschalen, die kunstvoll verziert sein können. Auf antiken Synagogenmosaiken wurden oftmals Etrog und Lulav dargestellt.
Die unterschiedlichen Gruppierungen innerhalb des Judentums nutzen verschiedene Varietäten der Zitronatzitrone als Etrog, die Gartenhistorikerin Attlee spricht von mindestens 12 deutlich unterscheidbaren Varietäten. Die Festlegung erfolgt durch den jeweiligen Posek. Die Lubawitscher Juden, eine chassidische Gruppierung innerhalb des Orthodoxen Judentums, verwenden auf Weisung ihres Rebbe Menachem Mendel Schneerson als Etrog beispielsweise die Diamante-Zitronatzitrone (Citrus medica var. vulgaris bzw. Citrus medica cv. diamante; italienisch cedro di diamante, hebräisch אתרוג קלבריה oder גינובה). Diese Varietät wächst ausschließlich entlang eines 40 Kilometer langen Küstenstreifens entlang der nordkalabrischen Küste zwischen Tortora und Belvedere Marittimo. Die Bäume werden zwei Mal im Jahr abgeerntet. Die Erntezeit, die in etwa im Monat August stattfindet, wird fast ausschließlich für das Laubhüttenfest verwendet. Es finden sich in dieser Zeit zahlreiche Vertreter dieser Glaubensrichtung im Norden Kalabriens ein, die überwachen, dass die Früchte von Plantagen stammen, die den Anforderungen entsprechen und passende Früchte für die Lubowitscher Gemeinden aufkaufen, die sich heute in aller Welt befinden. Nur ein sehr kleiner Teil der Ernte entspricht den hohen Anforderungen an Etrog. Perfekte Früchte, die den Anforderungen entsprechen, werden für Preise zwischen €25 und €250 gehandelt.
Die Verwendung dieser Varietät ist durchaus schlüssig: Die jüdischen Migranten, die nach der Eroberung Jerusalems im Jahr 70 n. Chr. in Italien, auf Sizilien, in Griechenland und Spanien siedelten, führten dort die Zitronatzitrone ein, die sie zuvor im Heiligen Land angebaut hatten.